# 659
659(육백오십구)는 658보다 크고 660보다 작은 자연수다.

## 수학
- 120번째 소수(素數)다. 앞의 소수는 653, 다음 소수는 쌍둥이 소수인 661이다.
  - 30번째 소피 제르맹 소수로, {\displaystyle 659\times 2+1}의 값인 1319도 소수(안전 소수)다. 앞의 소피 제르맹 소수는 653, 다음은 683이다.
  - 베르누이 수의 분자 {\displaystyle B_{224}}를 나눌 수 있는 비정규 소수다.
- {\displaystyle 659=79+83+89+97+101+103+107}
  - 연속하는 소수(素數) 7개의 합으로 나타낼 수 있으며, 이 성질을 지닌 앞의 수는 625, 다음 수는 689다.
- {\displaystyle 659=3^{2}+11^{2}+23^{2}}
  - 서로 다른 세 소수의 제곱합으로 나타낼 수 있는 10번째 소수다. 이 성질을 지닌 앞의 수는 587, 다음 수는 827이다. (OEIS의 수열 A182479)
- {\displaystyle 12^{7}-1}은 659로 나누어떨어진다.

## 과학
- NGC 659(영어판): 카시오페이아자리 방향에 있는 산개성단.
- 659 네스토어(영어판): 소행성.

## 교통
- 아우토반 659호선(영어판, 독일어판): 독일의 고속도로.
- 현도 제659호선

## 군사
- U-659(영어판, 독일어판): 제2차 세계 대전에 사용된 나치 독일의 군용 잠수함.

## 문화유산
- 대한민국의 보물 제659호: 백자 청화매조죽문 병

## 기타
- 연도: 659년, 기원전 659년